# Christophe Moly

a Compétitions nationales et continentales officielles uniquement.

b Matchs officiels uniquement.
Christophe Moly, né le 16 juillet 1982 à Carcassonne en France, est un joueur de rugby à XIII français dans les années 2000. Il évolue à l'AS Carcassonne XIII.

## Biographie
Il fait ses premiers pas en rugby à XIII à Vernajoul dont ont été également issus les internationaux  Jacques Moliner, Claude Sirvent et Lilian Hébert.
Ses bonnes performances en club lui permettent d'être appelé en sélection française avec laquelle il participe à la coupe du monde 2008 en Australie et au Tournoi des Quatre Nations 2009 en Angleterre et en France.
Il prend sa retraite sportive lors de la saison 2017 sur un dernier titre de Coupe de France 2017 avec Carcassonne.

## Palmarès
- Collectif :
  - Vainqueur de la Coupe d'Europe des nations : 2005 (France)[2].
  - Vainqueur du Championnat de France : 2013 (Pia)[3].
  - Vainqueur de la Coupe de France : 2009 et 2017[4] (Carcassonne)[5].
  - Finaliste du Championnat de France : 2012 (Pia), 2015 et 2016 (Carcassonne)[6].
  - Finaliste de la Coupe de France : 2011, 2012 (Pia) et 2014 (Carcassonne).